# 沙
沙（しゃ）は、10-8（1億分の1）であることを示す漢字文化圏における数の単位である。塵の10倍、繊の1/10に当たる。国際単位系では0.01マイクロまたは10ナノに相当する。
漢字としては「小さい砂」を意味しており、北宋のものと言われる謝察微の『算経』に小数の名として見え、その後の算術書にも記されてはいるが、現実に使われることはほとんどない。